# Famille japonaise

Famille japonaise

Au Japon, la famille joue un rôle capital pour une bonne insertion dans la société japonaise.

## Histoire
Depuis l'époque Tokugawa, la cellule familiale de base était constituée par l’ie. Après la Seconde Guerre mondiale, les forces d'occupation alliées établirent un nouveau concept familial basé sur l'égalité des droits pour les femmes, l'héritage partagé entre tous les enfants et le libre choix de carrière et de mariage.
Dans les années 1980, on a vu apparaître le phénomène dit du « célibataire parasite », terme employé pour la première fois par Masahiro Yamada en 1997 : phénomène où les jeunes gens restent jusqu'à un âge avancé chez leurs parents, principalement pour des questions matérielles.
Le recensement d'octobre 2010 fait apparaitre que le nombre de personnes par foyer est en moyenne de 2,46 personnes, le plus bas jamais enregistré[réf. nécessaire].
Traditionnellement, ce sont les femmes qui gèrent les revenus du foyer. Ainsi en 2012, les pères de famille ont reçu en moyenne 38 457 yens (près de 300 euros) de leur compagne pour effectuer leurs achats personnels, en baisse de 3,2 % en un an, et deux fois moins que le record de 1990.

## Mariage
Depuis la fin des années 1960, la plupart des mariages se font sur la base d'une attraction mutuelle et non plus par arrangement familial (お見合い, o-miai), bien que les rencontres restent, encore aujourd'hui, parfois arrangées par la famille. En 2009, 15,5 % des couples de quinquagénaires seraient issus de « mariages arrangés », contre seulement 1,35 chez les trentenaires, qui rencontrent plus souvent leur futur conjoint dans leur entreprise (24 à 29 % selon les sexes et âges), par des amis et relations (15 à 25 %), à l'école/université (11 à 15 %) ou sur Internet (7,2 %).
Depuis 2007, on parle de konkatsu (婚活, recherche de son futur conjoint), les Japonais se mettant de plus en plus activement à rechercher un futur conjoint, et non pas l'amour, avec le même état d’esprit qu’ils mènent une recherche d'emploi (就活, shūkatsu). Cette chasse au conjoint s'explique par l'importance du mariage pour le statut social. De plus, depuis au moins 2002, les jeunes Japonaises souhaitent de plus en plus rester au foyer pendant que leur mari travaille. Certaines prennent ainsi des cours de cuisine et d'étiquette pour s'améliorer, afin d'augmenter leur valeur pour le konkatsu, et trouver un homme aux meilleurs revenus.